# Lucius Bruttius Quintius Crispinus

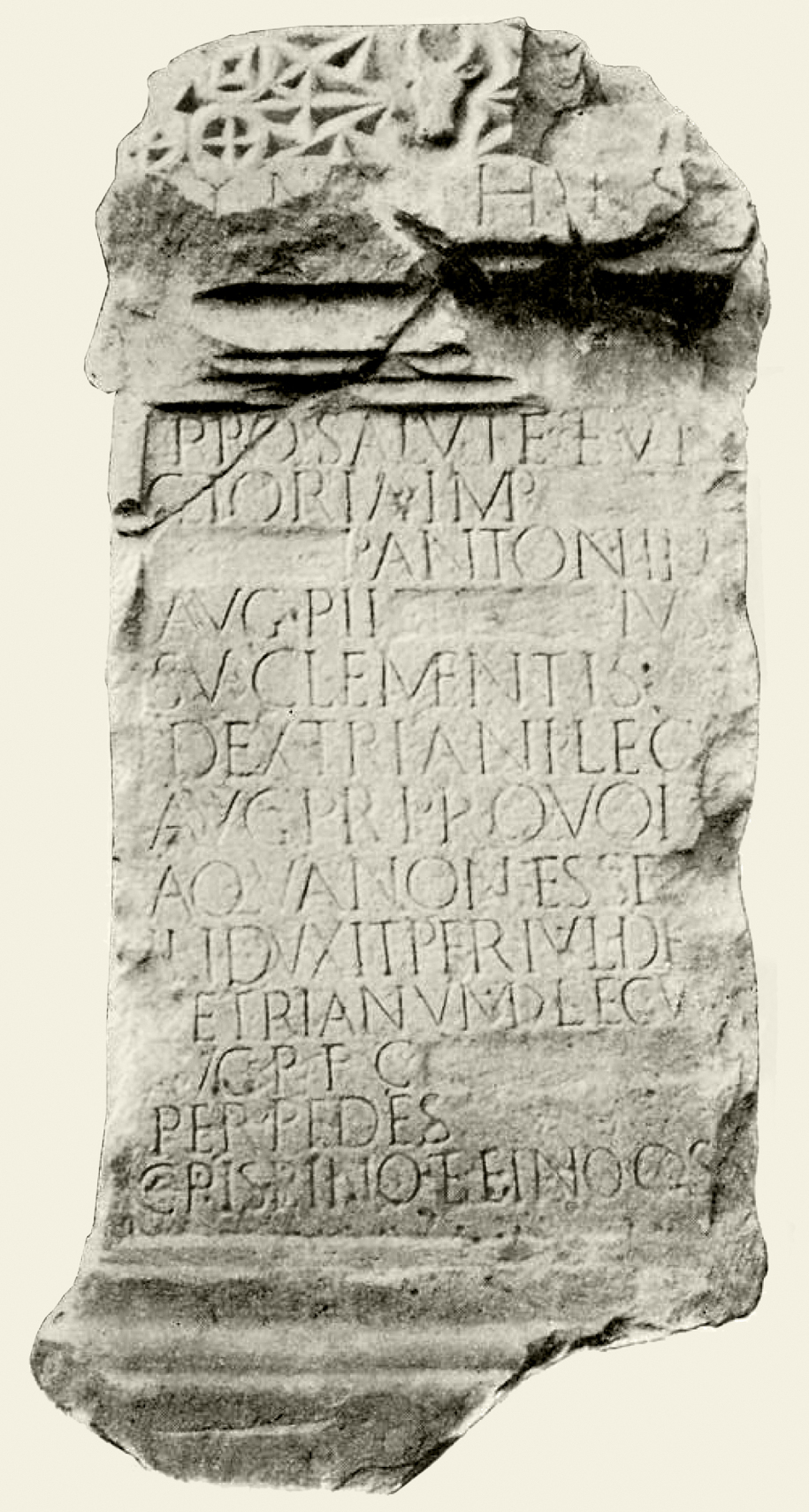
Die Inschrift

Lucius Bruttius Quintius Crispinus war ein römischer Politiker und Senator des 2. Jahrhunderts n. Chr.
Crispinus entstammte der patrizischen gens Bruttia, die ursprünglich aus Lukanien stammte. Sein Vater Gaius Bruttius Praesens war in den Jahren 153 und 180 Konsul gewesen; seine Söhne waren Gaius Bruttius Praesens und Gaius Bruttius Crispinus, Konsuln im Jahr 217 bzw. 224. Crispinus selbst war im Jahr 187 gemeinsam mit Lucius Roscius Aelianus Paculus ordentlicher Konsul.